# Antonio Creus
Antonio Creus Rubín de Celis (Madrid, Espanha, 28 de outubro de 1924 - Madrid, Espanha, 19 de fevereiro de 1996) foi um automobilista espanhol que participou do Grande Prêmio da Argentina de 1960 de Fórmula 1.